# Ivar Skogsrud
Ivar Skogsrud est un biathlète et fondeur norvégien.

## Biographie
Skogsrud gagne une médaille de bronze par équipes aux Championnats du monde 1959, avec Henry Hermansen et Knut Wold. Il y est treizième de l'individuel. Il participe aussi aux Championnats du monde 1961.
En ski de fond, il remporte la course marathon Birkebeinerrennet en 1967.

## Palmarès en biathlon
- Championnats du monde 1959 à Courmayeur :
  -  Médaille de bronze à la compétition par équipes.